# Erwin Vandendaele
Erwin Vandendaele (5 de març de 1945) és un exfutbolista belga.

## Selecció de Bèlgica
Va formar part de l'equip belga a la Copa del Món de 1970.